# Ötz-völgyi-Alpok
Az Ötz-völgyi-Alpok  (németül Ötztaler Alpen, olaszul Alpi Venoste)  a Keleti-Alpok középső, kristályos övezetét képező Központi-Alpok hegycsoportjának északnyugati részén fekvő hegysége. Részben Ausztria Tirol tartományában, részben Olaszország Trentino-Alto Adige régiójában (Dél-Tirol) fekszik. Legmagasabb csúcsa a 3768 m tengerszint feletti magasságban fekvő Wildspitze.

## Fekvése
Délről az Etsch folyó (olaszul Adige) völgye, a Vinschgau (olaszul Val Venosta) határolja.

## Tagolódása
Az Ötz-völgyi-Alpok vonulatai az alábbi részekre tagolódnak:
- Geigenkamm (legmagasabb csúcsa: Hohe Geige (3393 m)
- Kaunergrat (legmagasabb csúcsa: Watzespitze (3532 m)
- Glockturmkamm (legmagasabb csúcsa: Glockturm (3353 m)
- Nauderer Berge (legmagasabb csúcsa: Mittlerer Seekarkopf (3063 m)
- Weißkamm (legmagasabb csúcsa: Wildspitze (3768 m)
- Fő vonulata két hegységből tevődik össze: Schnalskamm és Gurgler Kamm (legmagasabb csúcsa: Weißkugel (3739 m)
- Texelgruppe (legmagasabb csúcsa: Roteck (3336 m)
- Saldurkamm (legmagasabb csúcsa: Schwemser Spitze (3459 m)
- Planeiler Berge (legmagasabb csúcsa: Äußerer Bärenbartkogel (3473 m)

## Legmagasabb hegycsúcsai

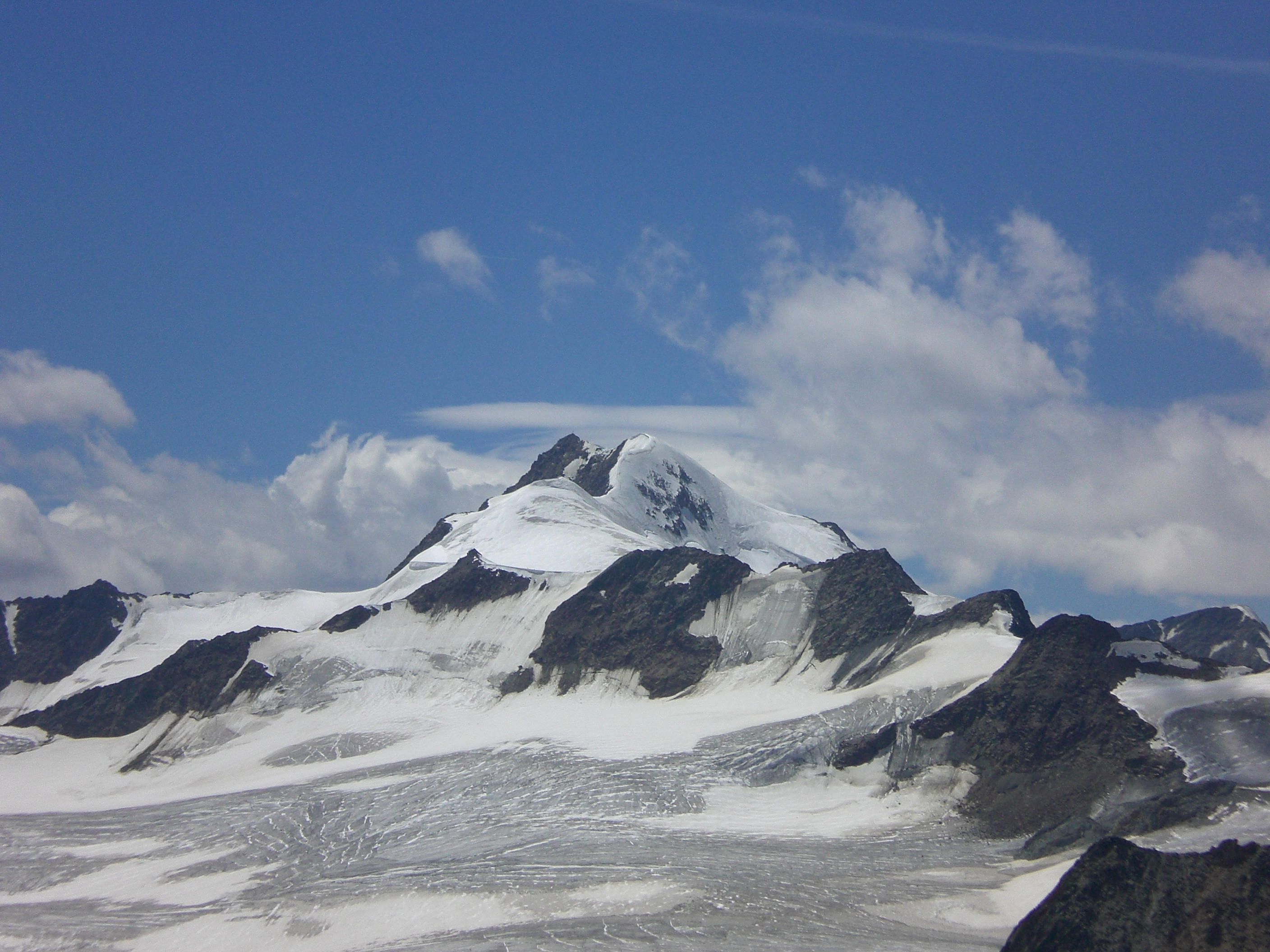
Wildspitze (3768 m)
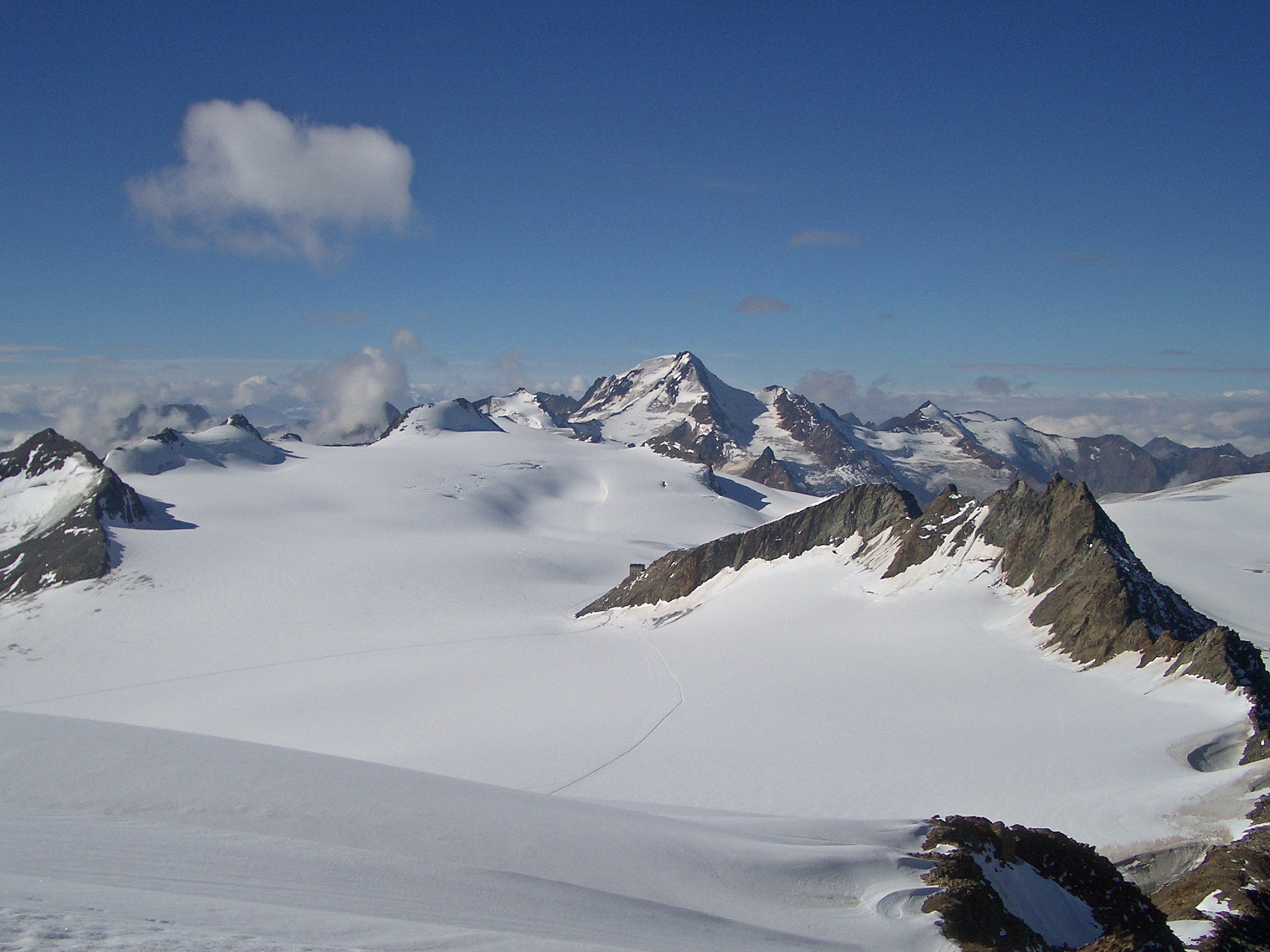
Weißkugel (3738 m)
- Hinterer Brochkogel (3635 m)
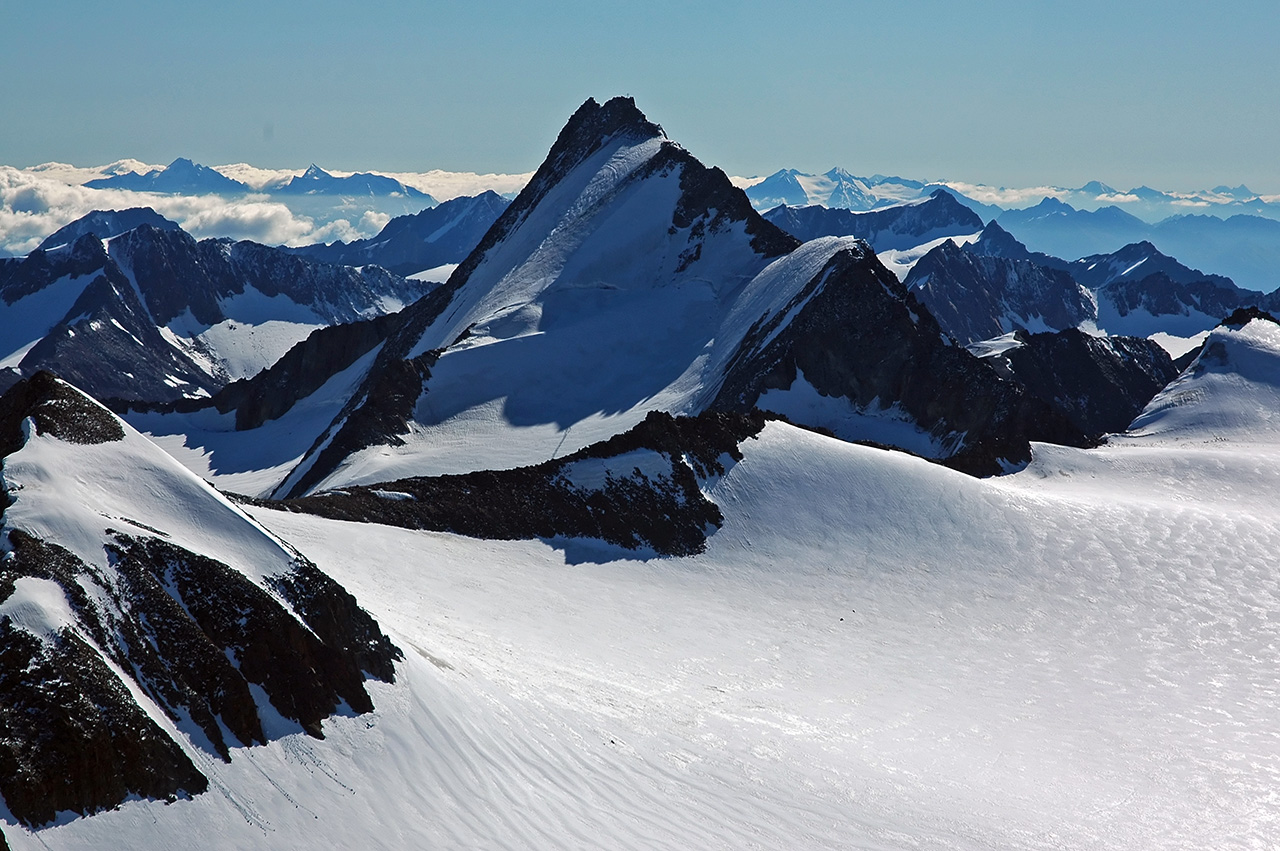
Hintere Schwärze (3628 m)
- Similaun (3599 m)
- Vorderer Brochkogel (3565 m)
- Innerer Bärenbartkogel (3557 m)
- Ötztaler Urkund (3556 m)
- Marzellspitze (3555 m)
- Ramolkogel (3549 m)

- Wildspitze (3768 m)
- Weißkugel (3738 m)
- Hintere Schwärze (3628 m)

## Fordítás
Ez a szócikk részben vagy egészben  az   Ötztaler Alpen című német Wikipédia-szócikk ezen változatának fordításán alapul.  Az eredeti cikk szerkesztőit annak laptörténete sorolja fel. Ez a jelzés csupán a megfogalmazás eredetét és a szerzői jogokat jelzi, nem szolgál a cikkben szereplő információk forrásmegjelöléseként.
1. ↑  „Этцтальские Альпы” (orosz nyelven). Small Soviet Encyclopedia.